# Бергер, Юхан Хеннинг
Юхан Хе́ннинг Бе́ргер  (швед. Johan Henning Berger; 22 апреля 1872, Стокгольм — 30 марта 1924, Копенгаген) — шведский прозаик и драматург.

## Биография
Хеннинг Бергер был сыном Ларса Юхана Бергера, служившего у графа Хеннинга Гамильтона. После недолгого пребывания Нью-Йорке в 1889 году он вернулся в родной Стокгольм и некоторое время работал клерком в одной из контор. В 1892 году Бергер вновь уехал в Америку, жил в Чикаго, работал бухгалтером в компании «White Star Line». Здесь он начал писать короткие рассказы об американской жизни, один из рассказов был опубликован в Швеции.
В 1899 году Бергер вернулся в Швецию и в 1900-м устроился секретарём в редакцию журнала «Varia». В 1901 году он выпустил первый сборник рассказов — «Там» (Där ute). Некоторое время Бергер жил в Париже, где написал свою первую драму — «Потоп» (Syndafloden), в 1908 году поставленную в Королевском драматическом театре в Стокгольме. Спустя две недели после премьеры Бергер, живший в то время в стокгольмской гостинице, в ночь со 2 на 3 октября случайно застрелил своего коллегу — писателя Ганса Магнуса Нордлинда.
Отбыв наказание, Бергер в 1909 году вместе со своей женой-датчанкой поселился в Копенгагене, где и умер 30 марта 1924 года.

## Творчество
Хеннинг Бергер является автором более чем 30 произведений, в том числе романов «Другая сторона», «Железная лестница», циклов рассказо «Кларк-стрит, 86», «Пепел», «Перерыв» и других. Из всех его сочинений в России широкую известность получило лишь одно — пьеса «Потоп», написанная в 1908 году и, по свидетельству Н.К. Крупской,. понравившаяся даже В.И. Ленину. В этой пьесе несколько человек, оказавшихся во время наводнения в баре на берегу Миссисипи, в предчувствии скорой гибели осознают, насколько мелко всё, что их разделяло, обнаруживают лучшие свои качества: но, как только опасность исчезает, всё возвращается на круги свои, обнажаются чёрствость, эгоизм, подлость и лицемерие.
Уже в 1909 году пьесу по рукописи перевели на русский язык В.Л. Биншток и З.А. Венгерова. В 1915-м она впервые была поставлена в России — Евгением Вахтанговым в 1-й Студии МХТ. В 1919 году пьесу Бергера поставил Алексей Попов в Театре студийных постановок в Костроме. В дальнейшем «Потоп» ставился и в других театрах, в 70-х годах он шёл на сцене Ленинградского театра имени А.С. Пушкина, в 1980-м Евгений Симонов поставил пьесу в Ивановском областном драматическом театре, а в 1983-м создал по ней телевизионный спектакль, с Владимиров Этушем, Юрием Яковлевым и Сергеем Маковецким в главных ролях.